# Mugã (Ispaã)
Mugã ou Mogã (em persa: مغان; romaniz.: Moghan ou Mughan) é uma localidade do Irã na província de Ispaã, condado de Faridã, distrito Central. Segundo censo de 2006, havia 664 pessoas e 159 famílias.